# Xã Salem, Quận Allegan, Michigan
Xã Salem (tiếng Anh: Salem Township) là một xã thuộc quận Allegan, tiểu bang Michigan, Hoa Kỳ. Năm 2010, dân số của xã này là 4.446 người.